# Canthidium abbreviatum
Canthidium abbreviatum е вид бръмбар от семейство Листороги бръмбари (Scarabaeidae).

## Разпространение
Видът е разпространен в Бразилия (Санта Катарина).